# Guilherme I, Príncipe de Orange
Guilherme I de Orange-Nassau (24 de abril de 1533 – 10 de julho de 1584), em neerlandês Willem van Oranje, também conhecido como o Guilherme, o Taciturno (Willem de Zwijger), foi Príncipe de Orange, Conde de Nassau (Guilherme IX de Nassau), líder da Casa de Orange-Nassau e o grande impulsionador do movimento de independência dos Países Baixos. Após um período como stadthouder (regente) das províncias da Holanda, Zelândia, Utrecht e Borgonha, ao serviço da Casa de Habsburgo, deu início à revolta que marcou o princípio da Guerra dos Oitenta Anos, sendo declarado como fora-da-lei por Filipe II de Espanha em 1567. Guilherme não assistiu ao sucesso da sua causa, que chegou apenas em 1648 com o fim do poderio espanhol na região, e morreu assassinado por Balthazar Gerardts em Delft.
Nos Países Baixos, Guilherme, o Taciturno, é considerado como o fundador da nação e o hino nacional, Wilhelmus, foi uma canção popular da época escrita em seu apoio. A bandeira é uma adaptação da bandeira do Príncipe e a cor nacional dos Países Baixos — o laranja — é uma referência directa ao nome do principado de Orange (laranja).
Existem várias explicações para o seu apelido de o Taciturno, uma tradução livre do neerlandês o Calado. Uma delas cita a falta de vontade que sempre mostrou em discutir assuntos difíceis ou de estado em público; a explicação alternativa refere a relutância em utilizar informações obtidas enquanto pajem de confiança do Imperador Carlos V, mesmo quando se encontrava em guerra com o seu filho Filipe II.

## Primeiros anos

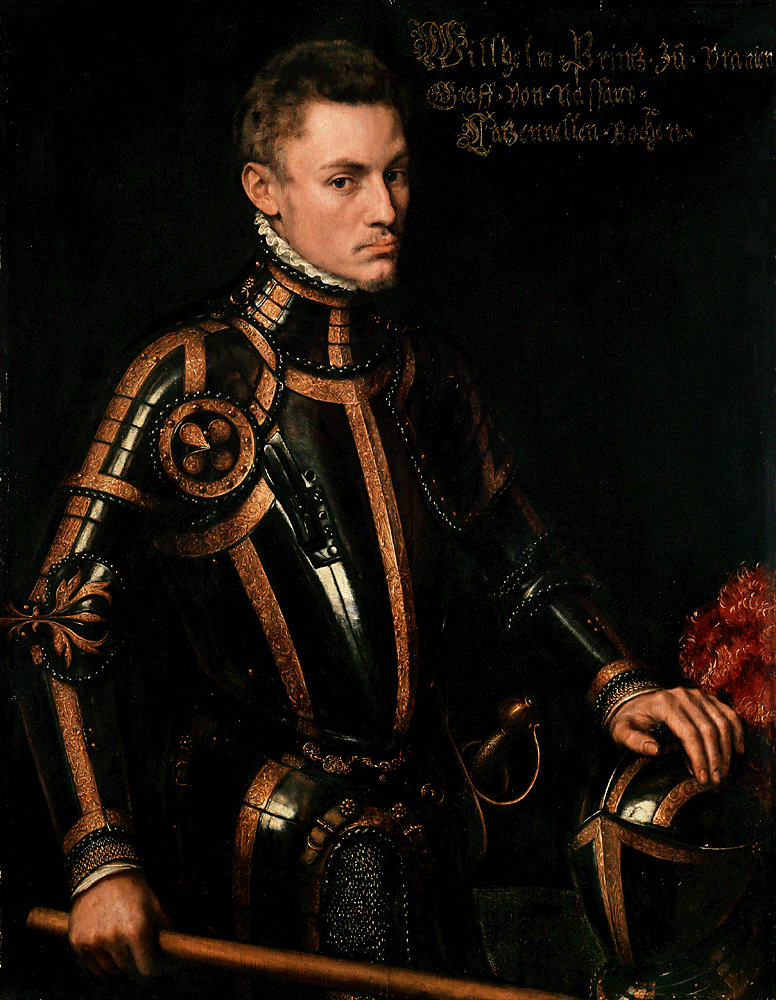
Guilherme I pintado por Anthonis Mor em 1555.

Guilherme nasceu no castelo de Dillenburg (moderna Alemanha), então sede da casa de Nassau, como filho mais velho do Conde Guilherme de Nassau e de sua mulher Juliana de Stolberg-Werningerode. Os seus primeiros anos foram marcados por uma educação luterana, inspirada pela mãe. Em 1544, com apenas onze anos, Guilherme herdou o título e propriedades do primo Renato de Chalôn, Príncipe de Orange, e tornou-se senhor de um vasto território nos modernos Países Baixos e Bélgica. Dada a sua tenra idade e importância estratégica e política, Guilherme foi chamado à corte do imperador Carlos V de Habsburgo, que se tornou regente do Principado de Orange e terras associadas.
Em Bruxelas, Guilherme estudou línguas estrangeiras, diplomacia e estratégia militar sob a supervisão da princesa Maria da Áustria, mulher do rei Luís II da Hungria e Baviera, e irmã do imperador. Por insistência de Carlos V, Guilherme foi incentivado a esquecer a sua educação protestante e a converter-se ao catolicismo. Durante este período, Guilherme foi um dos pagens favoritos do imperador, que nunca questionou a sua lealdade.
Em 1551, Guilherme tornou-se Senhor de Egmond e Conde de Buren, através do seu casamento com Ana de Egmond, uma herdeira que lhe trouxe ainda mais interesses territoriais nos Países Baixos. No ano seguinte, após servir como capitão de cavalaria, adquiriu o seu primeiro comando militar como general de um dos exércitos do imperador. O poder político depressa se seguiu, com a nomeação, em 1555, para o Conselho de Regência dos Países Baixos. Quatro anos depois, sobe de estatuto e torna-se stadtholder (Regência/governo regente) das províncias da Holanda, Zelândia, Utrecht e Borgonha.

## Rebelião

A Prinsenvlag, na qual se baseia a moderna bandeira dos Países Baixos.

Com estatuto político crescente, Guilherme casou com Ana da Saxónia em 1561, o que lhe permitiu ampliar a sua base de apoio e rede de contactos na Saxónia, Hesse e Palatinado. O casamento resultou em cinco filhos, incluindo Maurício de Nassau, nascido em 1567, mas provou ser um desastre. Ana, de temperamento instável e mal-humorado, tinha problemas psiquiátricos que levaram à dissolução da união dez anos depois.
Embora nunca se tenha oposto em aberto ao rei de Espanha nesta fase da sua carreira, Guilherme tornou-se num dos líderes da oposição na Raad van State, o parlamento neerlandês. Juntamente com os Condes de Hoorn e Egmont, a sua facção procurava obter mais autonomia para os Países Baixos e maior importância política e governativa para a aristocracia local. Outra razão de descontentamento latente era o tratamento dado pela Espanha católica à comunidade protestante local, então ainda em minoria. Tendo sido educado como luterano e mais tarde como católico, Guilherme era profundamente devotado mas defendia a liberdade religiosa, qualquer que fosse a confissão. Neste contexto, as novas iniciativas da Inquisição nos Países Baixos promovidas pela regente Margarida de Parma não caíram bem junto do seu grupo político.
A população depressa se organizou contra os atropelos à liberdade religiosa. Em 1566 foi formada uma comissão de nobres, entre os quais Luís de Nassau, um dos irmãos de Guilherme, que entregou uma petição à Duquesa de Parma, exigindo o fim das perseguições. Como seria de esperar, a ideia foi mal aceite pela regente e a situação tornou-se instável. Em agosto do mesmo ano a violência estalou e grupos de calvinistas atacaram igrejas e capelas católicas, destruindo as imagens de santos, que consideravam ser uma ofensa ao segundo mandamento. Os motins, conhecidos como Beeldenstorm, prolongaram-se até outubro e obrigaram Margarida de Parma a negociar. Ficou acordado que as principais exigências de tolerância religiosa seriam atendidas se os nobres envolvidos ajudassem a estabelecer a ordem. As promessas ficaram por cumprir e o clima de tensão manteve-se. Descontente com a situação no terreno, Filipe II de Espanha enviou Fernando Álvarez de Toledo y Pimentel, Duque de Alba, conhecido como o Duque de Ferro, para pacificar a região. O anúncio da chegada provocou o exílio de muitos luteranos, calvinistas e seus simpatizantes, com medo de represálias. Guilherme, que prestara apoio financeiro aos amotinados, seguiu o exemplo e retirou-se com a família para Nassau.
Os receios provaram estar correctos pois logo na sua chegada em 1567, o Duque de Alba criou um tribunal especial para apurar responsabilidades na rebelião. Cerca de 10 000 pessoas foram convocadas para responder perante o Duque de Alba e muitas delas acabaram por ser aprisionadas. Guilherme foi também chamado para responder a acusações, mas não compareceu. Em consequência, foi declarado inimigo público e as suas propriedades nos Países Baixos confiscadas pela coroa espanhola. Sem nada já a perder, Guilherme tomou então a tarefa de organizar a resistência armada ao regime do Duque de Alba. Financiado pelas suas propriedades alemãs, recrutou um exército de mercenários e nomeou o irmão Luís de Nassau como general. A região estava agora a um passo da guerra.
O exército de Nassau invadiu os Países Baixos pelo Norte na primavera de 1568 e a 23 de maio ocorreu a Batalha de Heiligerlee, contra um contingente espanhol comandado por João de Ligne, Duque de Aremberg e stadtholder das províncias do Norte. O resultado foi uma vitória marcada de Luís de Nassau, o que custou a vida de Aremberg e despoletou a ira do Duque de Alba. Como represália, Alba mandou executar vários nobres que se encontravam presos, incluindo os Condes de Egmont e Hoorn, e mobilizou o seu exército para Groningen. A 21 de julho, encontrou as tropas de Nassau na Batalha de Jemmingen e obteve a sua vingança. O exército recrutado por Guilherme foi aniquilado e o seu irmão Luís teve que fugir para salvar a vida. Estas duas batalhas marcaram o início da Guerra dos Oitenta Anos.

## Guerra

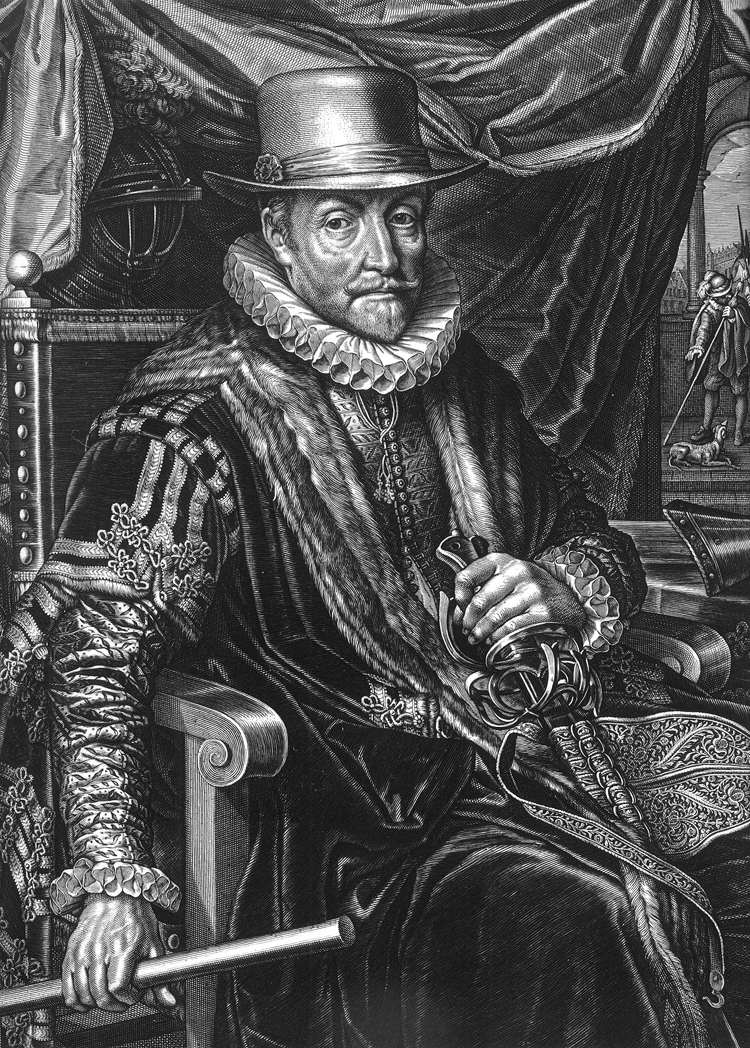
Guilherme, o Taciturno
Por Willem Jacobsz Delff

A resposta surgiu pouco tempo depois, com uma invasão da província de Brabante, no Sul, com o próprio Guilherme à cabeça de um grande exército. Desta vez, o Duque de Alba não aceitou o desafio para uma batalha e evitou a rota do inimigo, na esperança que a ameaça desaparecesse sozinha. A estratégia mostrou-se acertada quando os problemas financeiros de Guilherme o impediram de pagar aos mercenários e provocaram a dissolução da sua força militar. Guilherme foi obrigado a retirar-se de novo para Nassau, mas não desistiu.
Nos anos seguintes, não lhe foi possível recrutar novo exército devido a falta de fundos e, por isso, recorreu a outros métodos para minar o poderio espanhol. Assim, Guilherme iniciou uma campanha de propaganda com distribuições de panfletos e inspirou diversas canções populares, alusivas à causa rebelde. O moderno hino nacional dos Países Baixos, Wilhelmus, foi uma destas canções de propaganda. Os motivos da propaganda eram cimentar a sua já enorme popularidade e fazer passar as suas ideias políticas. A principal, que viria a alterar-se nos anos seguintes, era a de que Guilherme não estava contra a pessoa do rei de Espanha, senhor dos Países Baixos, mas sim contra as políticas injustas implementadas pelos seus regentes estrangeiros.
A guerra mudou de curso a 1 de abril de 1572, quando um grupo de corsários rebeldes (os Watergeuzen) atacou Brielle. Em vez de retirar-se após o ataque principal, como era seu costume, os corsários ocuparam a cidade, reclamando-a para a posse do Príncipe de Orange. O exemplo de Brielle espalhou-se e nos meses seguintes a maioria das cidades das províncias da Holanda e Zelândia declararam apoio a Guilherme. Amesterdão e Middelburg foram as principais excepções. Pouco depois, as cidades rebeldes convocaram uma reunião dos Staten Generaal (Estados Gerais) e nomearam Guilherme como stadtholder, um cargo que já ocupara por nomeação espanhola. Guilherme aproveitou a oportunidade e o seu exército rebelde invadiu de novo a região, capturando cidades por todo o país, incluindo postos importantes como Leuven, Roermond e Mons. O seu plano agressivo dependia da ajuda dos huguenotes franceses, mas o massacre da noite de São Bartolomeu (ocorrido a 24 de agosto de 1572) custou a vida de muitos dos seus apoiantes em França e cortou a fonte de apoio. Em consequência, Guilherme foi obrigado a retirar-se mais uma vez. O lado espanhol aproveitou então para contra-atacar e recapturar diversas cidades rebeldes, massacrando as populações civis favoráveis a Guilherme. O contra-ataque foi mais complicado na Holanda, onde conseguiram capturar Haarlem, mas à custa de um cerco de sete meses e da perda de 8 000 soldados.
Em 1573, o Duque de Alba foi substituído por Dom Luís de Zuñiga y Requesens. Ao longo do ano seguinte, Guilherme obteve diversas vitórias militares, principalmente em confrontos navais, mas foi derrotado na Batalha de Mookerheyde (14 de abril), onde perdeu dois irmãos: Luís e Adolfo de Nassau. Requesens tentou então tomar Leiden, porém a população local organizou-se e resistiu ao longo cerco. O exército espanhol foi obrigado a se retirar quando os rebeldes destruíram os diques adjacentes e inundaram a área local. Guilherme ficou satisfeito com a prova de fidelidade da cidade e fundou a Universidade de Leiden como gesto de boa vontade.
Após esta onda de vitórias, em 1576 Guilherme obteve outra de âmbito diplomático, ao conseguir que as províncias assinassem a Pacificação de Ghent, um conjunto de reivindicações e a promessa de lutar em conjunto contra a invasão espanhola. Não foi, no entanto, conseguido acordo em matéria religiosa e as cidades católicas continuavam a recusar reconhecer as calvinistas, e vice-versa. A guerra virou a favor dos rebeldes, quando, no mesmo ano, uma parte substancial do exército espanhol desertou por falta de pagamento. Esta situação obrigou o novo regente, João da Áustria, a assinar o Édito Perpétuo em fevereiro de 1577, onde prometia submeter-se às exigências da Pacificação de Ghent. Apesar disso, João da Áustria invadiu e tomou a cidade rebelde de Namur no mesmo ano, marcando o regresso ao conflito armado. Guilherme obteve novas vitórias e em setembro fez uma entrada triunfal em Bruxelas.
A 23 de janeiro de 1580, foi dado um passo importante para a independência dos Países Baixos com a assinatura da União de Utrecht, um tratado rectificado pelas províncias do norte e pela maioria das cidades de Brabante e Flandres, que consolidou a causa comum.

## Independência
De início, Alexandre Farnese, Duque de Parma, o novo regente espanhol, conseguiu conquistar diversas cidades nas províncias do Sul, mas foi então que acontecimentos na Península Ibérica conspiraram a favor dos rebeldes. O cardeal-rei Henrique I de Portugal morreu sem descendentes directos em maio de 1580, abrindo o caminho para a união pessoal dos reinos ibéricos na pessoa de Filipe II de Espanha. Para argumentar melhor a sua posição, Filipe II chamou o Duque de Parma e o seu exército para a Península Ibérica, o que culminou com a sua coroação como Filipe I de Portugal. O preço a pagar por este novo domínio foi o enfraquecimento da sua posição nos Países Baixos. Guilherme aproveitou a ausência temporária de um exército espanhol na região para consolidar a sua causa e procurar apoio no estrangeiro.
Mais uma vez, Guilherme procurou auxílio em França e iniciou negociações com Francisco, Duque de Anjou, irmão do rei Henrique III, que pretendia ver como soberano dos Países Baixos. Este passo implicava duas consequências importantes: mudança na sua posição de apoio ao rei de Espanha e a independência dos Países Baixos sob o governo de um rei de origem francesa. Finalmente, a 22 de julho de 1581, os Estados Gerais assinaram um Voto de Abjuração, onde declaram que não reconheciam mais Filipe II como seu soberano, ao mesmo tempo que conferiam ao Duque de Anjou o título de Protector da Liberdade dos Países Baixos. Esta declaração de independência abriu caminho a Anjou, que chegou à região em fevereiro de 1582.
A presença de tropas francesas, por um lado protegia os Países Baixos de iniciativas espanholas, mas por outro, o Duque de Anjou era muito impopular junto das populações. Como católico e de personalidade frívola, poucos eram os que lhe reconheciam as qualidades necessárias de eventual monarca. As províncias da Holanda e Zelândia foram as primeiras a recusar-se a reconhecer Anjou como soberano e a criticar Guilherme pela iniciativa de chamar um estrangeiro. À medida que a sua posição se degradava, Anjou ficou descontente com a falta de poder efectivo e decidiu tomar posse da sua coroa à força. Em janeiro de 1583, Anjou montou cerco à cidade de Antuérpia numa tentativa de assumir como rei. A iniciativa falhou a todos os níveis: foi obrigado a abandonar o cerco pouco depois e tornou a sua posição insustentável. Finalmente, em junho, abandonou os Países Baixos, deixando a nação órfã de um monarca.
O falhanço da diplomacia francesa teve um preço na popularidade de Guilherme, que ficou politicamente isolado a partir de então. Apesar disso, as províncias mantiveram a confiança em Guilherme como stadtholder e os Estados Gerais ofereceram-lhe o título de Conde da Holanda e Zelândia, o que na prática o tornava soberano dos Países Baixos. Guilherme recusou.

## Assassinato
Enquanto se desenrolavam os acontecimentos políticos da vida de Guilherme de Orange, um homem conspirava para o assassinar. Balthasar Gérard, nascido em 1557, era um católico borgonhês e adepto fervoroso de Filipe II de Espanha. Em 1581, quando Gérard soube que Filipe II havia declarado Guilherme um fora da lei e prometido uma recompensa de 25.000 coroas por seu assassinato, ele decidiu viajar para a Holanda para matar Guilherme. Para cumprir este desígnio, Gerard alistou-se no exército do governador do Luxemburgo, Pedro Ernesto de Mansfeld, por dois anos, na esperança de se aproximar da sua vítima quando os exércitos se encontrassem.
Após três anos de serviço a oportunidade continuava por aparecer e Gerard decidiu alterar a estratégia. Em 1584, apresentou a sua ideia ao Duque de Parma, que não ficou impressionado com a proposta. Por fim, Gerard decidiu aproximar-se ele próprio de Guilherme, apresentando-se como nobre francês disponível para ajudar a causa rebelde. Sem desconfiar da verdadeira intenção, Guilherme confiou-lhe uma missão diplomática em França, que Gérard cumpriu. No seu regresso, trouxe duas pistolas e preparou-se para o assassinato.
Em 10 de julho, ele marcou um encontro com Guilherme em sua casa em Delft. Naquele dia, Guilherme estava jantando com seu convidado Rombertus van Uylenburgh. Depois que Guilherme saiu da sala de jantar e desceu as escadas, van Uylenburgh ouviu Gérard atirar no peito de Guilherme à queima-roupa. Gérard fugiu imediatamente.

De acordo com registros oficiais, as últimas palavras de Guilherme foram: 
Mon Dieu, ayez pitié de mon âme; mon Dieu, ayez pitié de ce pauvre peuple. (Meu Deus, tenha piedade da minha alma; meu Deus, tenha piedade deste pobre povo).
Gérard foi capturado antes que pudesse escapar de Delft e foi preso. Ele foi torturado antes do julgamento em 13 de julho, onde foi condenado a uma execução brutal até mesmo para os padrões da época. Os magistrados decretaram que a mão direita de Gérard deveria ser queimada com um ferro em brasa, que sua carne deveria ser arrancada de seus ossos com pinças em seis lugares diferentes, que ele deveria ser esquartejado e estripado vivo, que seu coração deveria ser arrancado de seu peito e arremessado em seu rosto, e que, finalmente, sua cabeça deveria ser decepada.
Guilherme foi o primeiro chefe de estado a ser assassinado através de uma arma de fogo. O Regente Escocês Moray havia sido baleado 13 anos antes, sendo o primeiro assassinato por arma de fogo registrado. Após o assassinato de Guilherme, o Silencioso, mais de 200 anos se passariam até que outro chefe de estado fosse assassinado através de uma arma de fogo, quando Gustavo III, rei da Suécia, foi mortalmente ferido em um baile de máscaras em 1792.

## Enterro e túmulo
Tradicionalmente, os membros da família Nassau eram enterrados em Breda, mas como a cidade estava sob controle espanhol quando Guilherme morreu, ele foi enterrado na Igreja Nova em Delft. O monumento em sua tumba era, originalmente, muito modesto, porém foi substituído em 1623 por um novo, feito por Hendrik de Keyser.
Desde então, a maioria dos membros da Casa de Orange-Nassau, incluindo todos os monarcas holandeses, foram enterrados na mesma igreja. Seu bisneto Guilherme III e II, Rei da Inglaterra, Escócia e Irlanda, e Estatuder nos Países Baixos, foi enterrado na Abadia de Westminster.

## Descendência
- De Ana de Egmond (m. 1558)
  - Maria (1553-1554)

Brasão de armas dos Príncipes de Orange.

  - Filipe Guilherme, Príncipe de Orange (1554-1618)
  - Maria de Nassau (1556-1616)
- De Ana da Saxónia (div. 1571)
  - Ana (1562)
  - Ana de Nassau (1563-1588)
  - Maurício (1564-1565)
  - Maurício, Príncipe de Orange (1567-1625)
  - Emília de Nassau (1569-1629), casada com D. Manuel, "príncipe" de Portugal
- De Carlota de Bourbon-Montpensier (uma ex-freira católica), de quem teve seis filhas em rápida sucessão, as quatro últimas com nomes alusivos à geografia dos Países Baixos de então.
  - Luísa Juliana de Nassau (1576-1644), casou com Frederico IV, Eleitor do Palatinato
  - Isabel de Nassau (1577-1642), casou com Henrique de La Tour de Auvérnia, Duque de Bulhão e Visconde de Turenne (1555-1623)
  - Catarina Bélgica de Nassau (1578-1648), casou com o Conde de Hanau-Münzenberg
  - Carlota Flandrina de Nassau (1579-1640)
  - Carlota Brabantina de Nassau (1580-1631)
  - Emília Antuerpiana de Nassau (1581-1657), casou com Frederico Casimiro, Duque do Palatinado-Landsberg
- De Luísa de Coligny
  - Frederico-Henrique, Príncipe de Orange (1584-1647)